# Betthorus
Betthorus a fost o fortăreață a unei legiuni romane; Acesta este situată în actualul El-Lejjun, Guvernoratul Karak, Iordania, la nord-est de Al Karak. Locul se află în imediata apropierea izvoarelor 'Ain-Lejjun, într-un wadi cu același nume, care se varsă în Wadi Mujib.
Fortăreața dreptunghiulară, măsurând 190 metri (620 ft) de 242 metri (794 ft), acoperă 11,4 acri (46 dunami). zidul de apărare⁠(<span title="Zid de apărare|zidul de apărare la Wikidata">d) exterior era lat de 2,5 metri (8 ft 2 in), și avea douăzeci de turnuri de flancare de formă semicirculară, patru turnuri de colț rotunde și o poartă la fiecare zid - cele majore la nord-est și nord-vest, iar cele minore la celelalte două. O biserică este datată la 500. A fost avariată de cutremurele din 363, 505 și 551.
Legiunea a IV-a Martia a fost staționată acolo în secolul al IV-lea. Trupele au fost îndepărtate în jurul anului 530, după ce gassanizi au fost însărcinați cu apărarea frontierei. În anii 1980 Thomas S. Parker a excavat situl.